# Shashlik

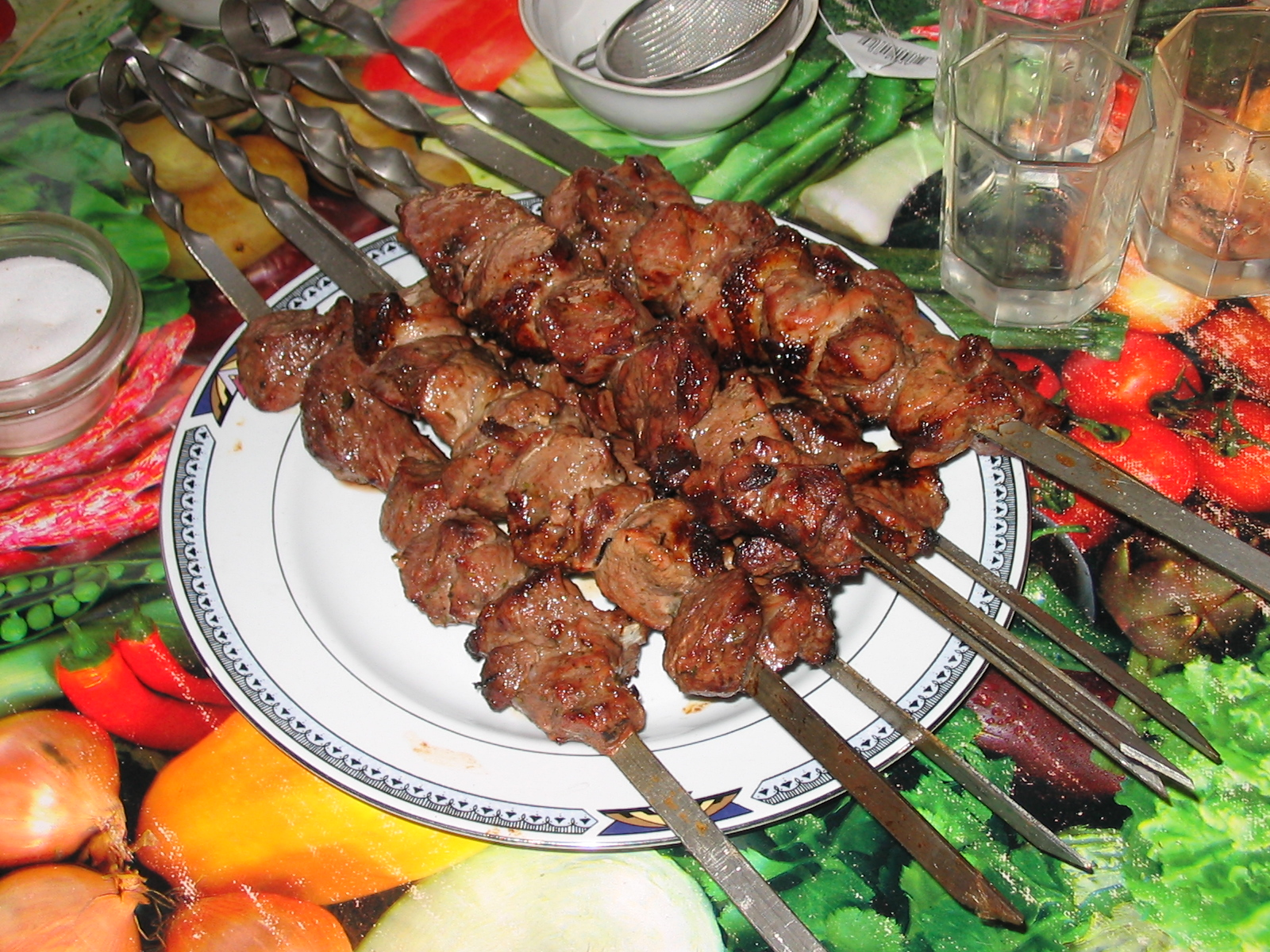
Shashlik

El shashlik es una brocheta de carne asada muy popular en  el Cáucaso y Asia Central. El nombre varía según el país: se lo llama mtsvadi en Georgia, khorovats en Armenia y khebab en Azerbaiyán. Es una variante del shish kebab. La palabra rusa shashlik es de origen túrquico. Proviene del tártaro de Crimea şişlik y este, a su vez,  de şiş, que significa pincho en varias lenguas túrquicas.

## Características
El shashlik se elabora con trozos de carne marinados en jugo de limón con cebolla que se ensartan en un pincho, intercalados con cebollas, tomates y pimientos y luego se asan a la parrilla. La carne puede ser vacuna, ovina o porcina. En Israel se prepara generalmente con carne de cordero.
Otra marinada es con base de pollo y yogur natural, cilantro y curry.
Es una popular comida callejera en los países de Asia Central, en Georgia, Armenia y Azerbaiyán, en Ucrania y en Rusia, donde también suele servirse en fiestas y picnics.